# Fiona Ferro
Pour les articles homonymes, voir Ferro.
Fiona Ferro, née le 12 mars 1997 à Libramont-Chevigny en Belgique, est une joueuse de tennis franco-belge, professionnelle depuis 2012.
Elle compte deux titres en simple sur le circuit WTA.
Elle est membre de l'équipe de France de Fed Cup depuis 2019, année où l'équipe remporte la compétition.

## Vie personnelle
Fiona Ferro est née à Libramont, en Belgique, d'un père franco-italien Fabrizio et d'une mère belge, Catherine. Ils étaient alors propriétaires d'un restaurant en Belgique. La famille déménage dans le sud de la France alors que Fiona a un an. Les parents de Fiona sont aujourd'hui propriétaires de deux hôtels et d'un restaurant à Valbonne, dans les Alpes-Maritimes. Fiona a deux frères aînés (Gianni et Paolo) et un frère plus jeune (Flavio), qui travaillent également dans la restauration.

### Violences sexuelles et sexistes
En février 2022, Fiona Ferro porte plainte contre son ancien entraineur Pierre Bouteyre pour agression sexuelle et viol alors qu'elle avait entre 15 et 18 ans ; l'entraineur est mis en examen en août 2022, et se défend en affirmant qu'il s'agissait d'une relation amoureuse consentie,. En septembre 2024, une ordonnance de mise en accusation devant la cour criminelle est décidée par le juge d’instruction de Draguignan.

## Carrière
Fiona Ferro commence le tennis à Valbonne à l'âge de sept ans car ses frères y jouent,,. Elle réalise des performances dans sa carrière junior en devenant championne de France dans les catégories 12-13 ans, 15-16 ans et 17-18 ans. Elle atteint ainsi le 3 juin 2013 la 27e place mondiale au classement combiné junior de l'ITF avec pour meilleur résultat un titre à Cap d'Ail en simple et au Trofeo Bonfiglio en double.

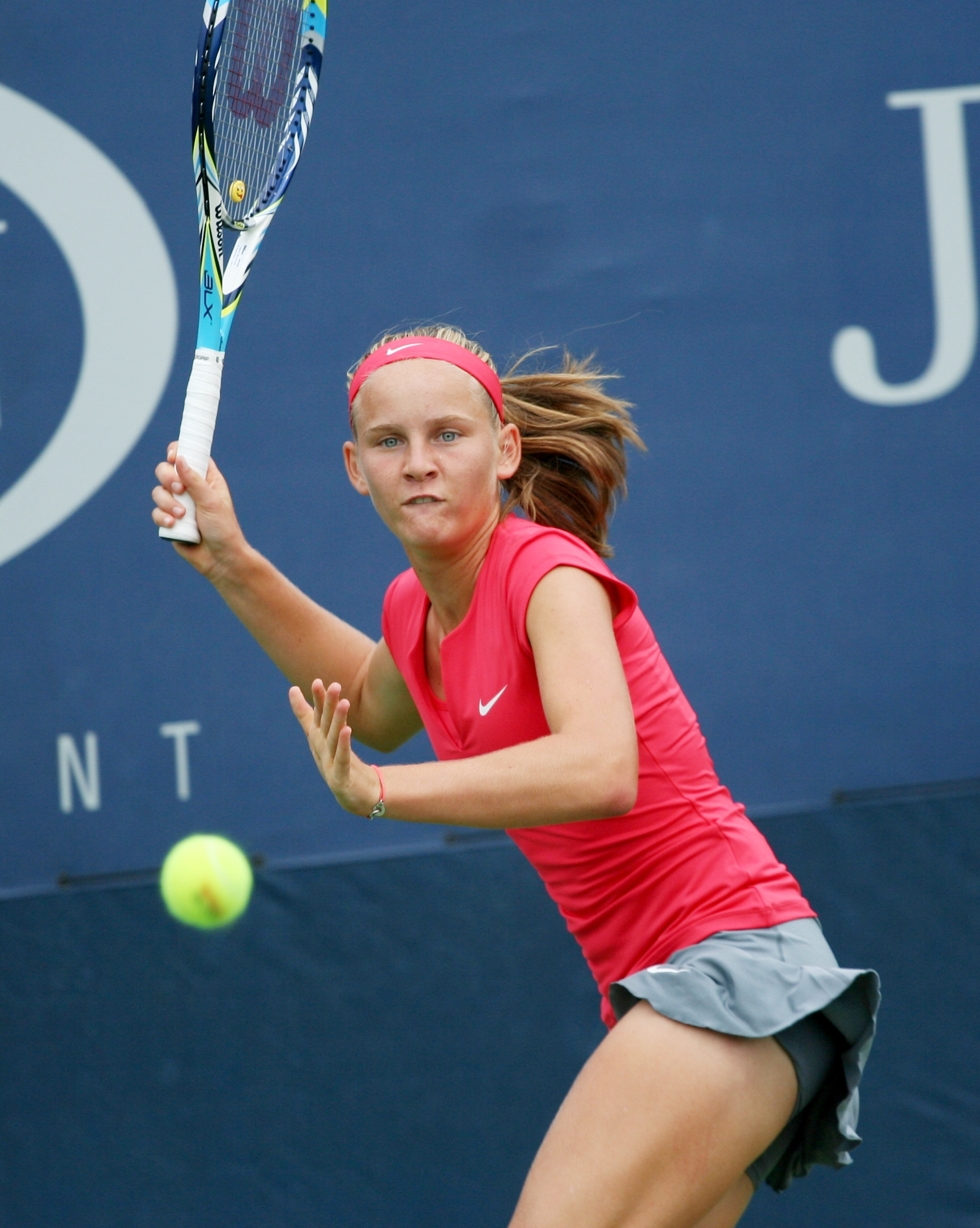
Fiona Ferro lors de l'US Open 2013.

Elle fait ses débuts sur le circuit féminin ITF en janvier 2012 en participant au tournoi de Grenoble. Elle participe cette année-là à huit tournois, puis onze en 2013.

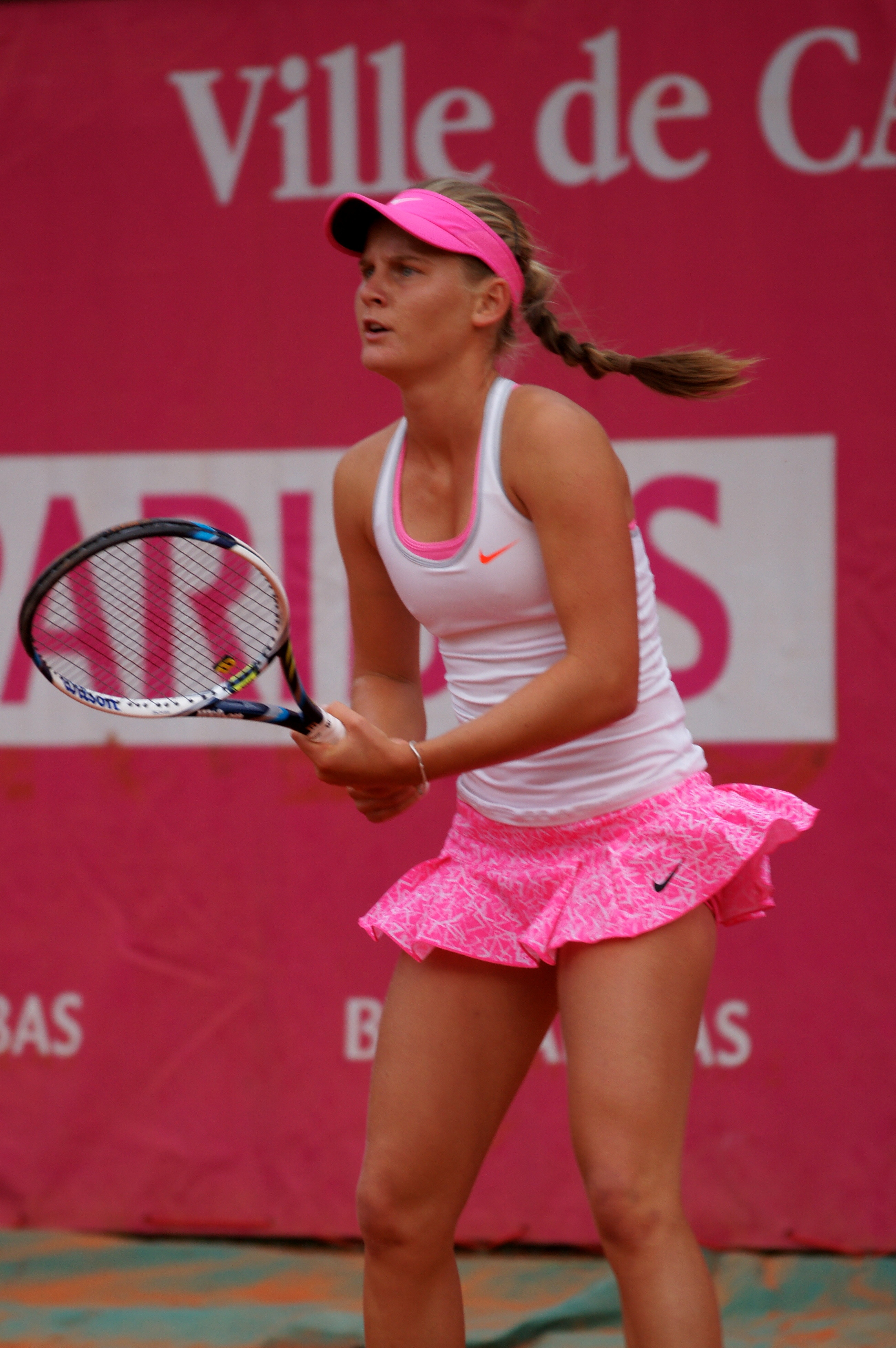
Fiona au tournoi de Cagnes-sur-Mer en 2015.

Elle s'engage pour la première fois sur le circuit WTA lors du tournoi de Strasbourg 2014, où elle perd au premier tour de qualification face à l'Ukrainienne Yuliya Beygelzimer. Elle dispute quelques jours plus tard son premier tournoi du Grand Chelem en participant à Roland-Garros et ce grâce à une wildcard. Elle déclare à ce propos que « c'est une grosse marque de confiance » et que « c'est un rêve ». Elle s'incline au premier tour face à l'Allemande Sabine Lisicki (6-1, 7-5). Le mois suivant, elle dispute sa première finale à Denain. Le même cas de figure se répète lors de l'édition suivante où elle perd contre Teliana Pereira (6-3, 6-2). Parallèlement à sa carrière sportive, elle poursuit sa scolarité avec le centre national d'enseignement à distance. En 2016, non invitée à Roland-Garros, elle parvient tout de même à atteindre le 3e tour qualificatif. Elle atteint également les quarts de finale à Marseille et les demi-finales à Saint-Malo. En 2017, elle fait ses débuts en tournois WTA en se qualifiant à Acapulco, Bogota et Istanbul. Elle est cependant battue à chaque fois au premier tour.
Alors bloquée vers la 250e place mondiale, elle décide en juin 2016 de quitter le cadre familial et son entraîneur de longue date, Pierre Bouteyre, pour s'établir à Paris et au Centre national d'entraînement. Elle collabore alors avec Georges Goven puis avec Stéphane Huet, et bénéficie d'un préparateur physique ainsi que d'un préparateur mental.
Le 11 février 2018, elle décroche son premier succès sur le circuit ITF en battant Eléonora Molinaro en trois sets en finale du tournoi de Grenoble. Elle avait auparavant disputé quatre finales, où elle avait connu à chaque fois la défaite. Alors qu'elle participe pour la quatrième fois à Roland-Garros, elle parvient pour la première fois à passer le premier tour en battant l'Allemande Carina Witthöft, avant de perdre au deuxième tour face à la 3e mondiale Garbiñe Muguruza. Elle remporte ensuite trois tournois consécutivement dont celui de Olomouc, doté de 80 000 $, et décroche la médaille d'argent aux Jeux méditerranéens à Tarragone. En juin 2018, elle remporte l'ITF de Montpellier. Après avoir atteint les quarts de finale du tournoi WTA de Canton et le 2e tour à Luxembourg mi-octobre, elle fait son entrée dans le top 100 du classement WTA alors qu'elle n'était que 318e mondiale en janvier.

### 2019: premier titre en carrière
En 2019, elle commence sa saison avec des résultats mitigés malgré une demi-finale au WTA 125 de Guadalajara. Elle participe aux quarts de finale de la Fed Cup en jouant le double, non décisif, avec Pauline Parmentier. Elles perdent en trois manches face à Flipkens et Bonaventure, sur le score honorable de 6-3, 3-6, 10-6. Fiona connait un tournant en avril à l'Open de Lugano en atteignant les demi-finales. Elle continue sur cette lancée aux Internationaux de Strasbourg, où elle atteint les quarts de finale en battant la 16e joueuse mondiale Wang Qiang. À Roland-Garros, elle perd dès le premier tour face à sa compatriote Kristina Mladenovic (6-3, 7-63).
Après une saison sur gazon peu fructueuse, elle enchaîne les bonnes performances sur terre battue. Quart de finaliste à Båstad, elle remporte ensuite son premier titre WTA au Ladies Championships Lausanne battant coup sur coup Mona Barthel (7-63, 6-2), Mihaela Buzărnescu, tête de série no 4, (1-6, 7-6, 7-5), Samantha Stosur (6-4, 6-2), Bernarda Pera (6-1, 6-4), et en finale Alizé Cornet, tête de série no 3 (6-1, 2-6, 6-1). Elle atteint la semaine suivante les quarts de finale du tournoi de Palerme. Pour son dernier tournoi du Grand Chelem à l'US Open, elle se distingue en éliminant dans un premier temps l'Australienne Daria Gavrilova (6-3, 6-4), puis sa compatriote Kristina Mladenovic en trois sets (6-4, 6-73, 6-3). Elle est ainsi la seule joueuse française à atteindre le 3e tour où elle est battue par Wang Qiang pour la 3e fois de la saison. Elle fait partie de l'équipe de France qui gagne la Fed Cup en fin de saison.

### 2020:2etitreWTA et premier 1/8 de finale en Grand Chelem
Début 2020, elle atteint notamment le deuxième tour du tournoi de Saint-Pétersbourg après avoir battu au premier tour Caroline Garcia. En juillet, elle remporte les deux premières étapes du Challenge Elite FFT mis en place par la Fédération française de tennis, organisées à Nice puis à Cannes, à chaque fois contre Kristina Mladenovic.
Titrée à Palerme en août 2020, elle enchaîne 18 victoires consécutives avant d’être éliminée en huitième de finale de Roland-Garros en octobre de la même année. Elle devient alors provisoirement la no 1 française, classée autour de la 45e place WTA et se lance à la recherche de sponsors pour pérenniser son avenir de joueuse de tennis professionnelle.

### 2021: Meilleur classement
Fiona Ferro atteint le 3e tour de l'Open d'Australie, sa meilleure performance sur ce tournoi, où elle perd contre la 15e mondiale Iga Świątek. Elle atteint alors la 39e place du classement WTA le 8 mars 2021, sa meilleure place.
Le reste de sa saison est marqué par de nombreuses blessures, dont une qui la pousse à l'abandon avant un quart de finale à Istanbul, puis une autre au pied avant Roland-Garros. On remarque son match perdu contre Jennifer Brady (13e) au second tour (4-6, 6-2, 5-7).
Sans victoire sur gazon de toute la saison, Ferro revient sur terre battue et atteint les quarts de finale à Lausanne, où elle perd contre la Française Clara Burel (7-5, 6-2). Battue au second tour des Jeux Olympiques de Tokyo par Sara Sorribes Tormo (6-1, 6-4), Fiona Ferro manque de vaincre Iga Świątek au second tour de l'US Open : elle mène 6-3, 2-0 mais s'effondre et perd finalement 6-3, 6-7, 0-6.
Ferro atteint les demi-finales du tournoi ITF de Santa Fe, où elle abandonne au 3e set contre Elvina Kalieva (6-4, 4-6, 0-3). Pendant les deux derniers tournois de l'année, elle perd encore contre la Canadienne Françoise Abanda (6-4, 4-6, 4-6) lors des Billie Jean King Cup Finals, puis dès le premier tour à Linz contre Aliaksandra Sasnovich (2-6, 6-3, 2-6).

### 2023: Un nouveau départ
À la suite de ses déboires personnels, Fiona Ferro quitte le WTA Tour durant plusieurs mois en fin d'année 2022. Absence synonyme de chute au classement. De retour à l'entraînement en novembre puis en compétition à la fin janvier 2023, elle remporte le tournoi 15 000 $ de Monastir sans perdre un set, puis en avril 2023, elle participe au tournoi 60 000 $ de Bellinzona sur terre battue. Issue des qualifications, la française enchaîne 5 victoires d'affilée avant de s'incliner en finale, en trois sets contre Mirra Andreeva, jeune joueuse en pleine ascension, 243e mondiale lors de leur affrontement. Ce parcours est synonyme d'un gain de 90 places et donc d'un retour dans le top 400.
À Roland-Garros, où elle obtient une wild-card pour les qualifications grâce à sa bonne dynamique, elle parvient à sortir des qualifications avant d'être ensuite dominée au premier tour par la Suédoise Rebecca Peterson (6-2, 6-0).
Mi-juillet, la française réalise un superbe parcours au tournoi ITF de Contrexéville signant notamment, le 14 juillet, jour de la fête nationale de son pays, une victoire aisée (6-2, 6-2) face à Cristina Bucșa, 81e mondiale et tête de série no 2 du tournoi. Elle parvient alors à se hisser en demi-finale où elle est vaincue 6-2, 7-5 par Arantxa Rus, future vainqueur du tournoi. Ce tournoi permet à Fiona de retrouver le top 300 (257e), se rapprochant peu à peu d'un classement lui permettant de jouer à nouveau dans les tournois les plus prestigieux.[style à revoir]
Elle reçoit par la suite une Wild-card pour l'Us Open où elle s'inclinera au premier tour contre Victoria Azarenka, 18ème mondiale.
Elle termine l'année à la place de 161e mondiale soit un gain de quasiment 250 places lors de cette année qui s'annonce très prometteuse pour la suite.

### 2024: Des hauts et des bas
Fiona commence son année avec une qualification pour le tableau principal de l'Open d'Australie après trois victoires en qualifications. Elle s'incline au terme d'un 1er tour accroché face à l'Américaine McCartney Kessler.
Suit alors une période pas évidente où Fiona ne parvient pas à enchaîner les victoires : son classement stagne, la remontée dans le top 100 s'avère difficile bien qu'elle en sera tout proche atteignant la place de 126e mondiale.
Wild-card pour le tableau principal à Roland-Garros, elle s'incline face à sa compatriote Diane Parry au 1er tour.
Fiona ne jouera alors plus que cinq matchs dans l'année, pour une seule victoire. Une pause s'impose alors et elle consacrera la fin de saison à de l'entrainement et du ressourcement personnel au dépends d'une rechute au classement, puisqu'elle sort du top 300

### 2025: Un renouveau?
Le retour s'annonce difficile pour Fiona qui va devoir batailler pour remonter au classement et participer à nouveau aux plus grandes compétitions mais le début s'annonce prometteur. En effet, au bilan de deux tournois en salle pour débuter l'année, 3 victoires pour 2 défaites.

## Palmarès

### Titres en simple dames
| No | Date       | Nom et lieu du tournoi           | Catégorie | Dotation    | Surface      | Finaliste       | Score         |          |
| -- | ---------- | -------------------------------- | --------- | ----------- | ------------ | --------------- | ------------- | -------- |
| 1  | 15-07-2019 | Ladies Championships, Lausanne   | Intern'l  | 226 750 $   | Terre (ext.) | Alizé Cornet    | 6-1, 2-6, 6-1 | Parcours |
| 2  | 03-08-2020 | 31° Palermo Ladies Open, Palerme | Intern'l  | 163 103 € $ | Terre (ext.) | Anett Kontaveit | 6-2, 7-5      | Parcours |

### Finale en simple dames
Aucune

### Finale en simple en WTA 125
| No | Date       | Nom et lieu du tournoi              | Catégorie | Dotation  | Surface    | Vainqueure    | Score    |          |
| -- | ---------- | ----------------------------------- | --------- | --------- | ---------- | ------------- | -------- | -------- |
| 1  | 14-08-2023 | Baranquilla Open 2023, Barranquilla | WTA 125   | 115 000 $ | Dur (ext.) | Tatjana Maria | 6-1, 6-2 | Parcours |

## Parcours en Grand Chelem

### En simple dames
| Année | Open d'Australie | Open d'Australie  | Internationaux de France | Internationaux de France | Wimbledon       | Wimbledon           | US Open         | US Open           |
| ----- | ---------------- | ----------------- | ------------------------ | ------------------------ | --------------- | ------------------- | --------------- | ----------------- |
| 2014  | —                | —                 | 1er tour (1/64)          | Sabine Lisicki           | —               | —                   | Q1              | Tamira Paszek     |
| 2015  | Q1               | Jessica Moore     | 1er tour (1/64)          | Teliana Pereira          | —               | —                   | —               | —                 |
| 2016  | —                | —                 | Q3                       | Sachia Vickery           | —               | —                   | —               | —                 |
| 2017  | —                | —                 | 1er tour (1/64)          | Agnieszka Radwańska      | —               | —                   | —               | —                 |
| 2018  | —                | —                 | 2e tour (1/32)           | Garbiñe Muguruza         | —               | —                   | Q2              | Olga Govortsova   |
| 2019  | 1er tour (1/64)  | Wang Qiang        | 1er tour (1/64)          | Kristina Mladenovic      | 1er tour (1/64) | Elise Mertens       | 3e tour (1/16)  | Wang Qiang        |
| 2020  | 2e tour (1/32)   | Wang Qiang        | 1/8 de finale            | Sofia Kenin              | Annulé          | Annulé              | —               | —                 |
| 2021  | 3e tour (1/16)   | Iga Świątek       | 2e tour (1/32)           | Jennifer Brady           | 1er tour (1/64) | Garbiñe Muguruza    | 2e tour (1/32)  | Iga Świątek       |
| 2022  | 1er tour (1/64)  | Elina Svitolina   | 1er tour (1/64)          | Paula Badosa             | Q3              | Emina Bektas        | Q1              | Katie Boulter     |
| 2023  | —                | —                 | 1er tour (1/64)          | Rebecca Peterson         | —               | —                   | 1er tour (1/64) | Victoria Azarenka |
| 2024  | 1er tour (1/64)  | McCartney Kessler | 1er tour (1/64)          | Diane Parry              | Q1              | Oksana Selekhmeteva | —               | —                 |
| 2025  | —                | —                 | Q2                       | Carole Monnet            |                 |                     |                 |                   |

N.B. : à droite du résultat se trouve le nom de l'ultime adversaire.

### En double dames
| Année | Open d'Australie                                                                     | Open d'Australie | Internationaux de France                                                                       | Internationaux de France               | Wimbledon                                                                                | Wimbledon                                                                            | US Open | US Open |
| ----- | ------------------------------------------------------------------------------------ | ---------------- | ---------------------------------------------------------------------------------------------- | -------------------------------------- | ---------------------------------------------------------------------------------------- | ------------------------------------------------------------------------------------ | ------- | ------- |
| 2016  | —                                                                                    | —                | 1er tour (1/32) V. Razzano \|\| style="text-align:left;" \| A. Klepač K. Srebotnik             | —                                      | —                                                                                        | —                                                                                    | —       |         |
| 2017  | —                                                                                    | —                | 1er tour (1/32) M. Yerolymos \|\| style="text-align:left;" \| E. Makarova E. Vesnina           | —                                      | —                                                                                        | —                                                                                    | —       |         |
| 2018  | —                                                                                    | —                | 1er tour (1/32) T. Andrianjafitrimo \|\| style="text-align:left;" \| G. Dabrowski Xu Y.        | —                                      | —                                                                                        | —                                                                                    | —       |         |
| 2019  | —                                                                                    | —                | 1/8 de finale D. Parry \|\| style="text-align:left;" \| G. Dabrowski Xu Y.                     | —                                      | —                                                                                        | 1er tour (1/32) A. Cornet \|\| style="text-align:left;" \| A.L. Grönefeld D. Schuurs |         |         |
| 2020  | 1er tour (1/32) A. Cornet \|\| style="text-align:left;" \| Z. Diyas E. Rybakina      | —                | —                                                                                              | Annulé                                 | Annulé                                                                                   | —                                                                                    | —       |         |
| 2021  | 1er tour (1/32) J. Teichmann \|\| style="text-align:left;" \| N. Melichar D. Schuurs | —                | —                                                                                              | 1er tour (1/32) A. Cornet \|\| Forfait | 2e tour (1/16) A. Cornet \|\| style="text-align:left;" \| V. Kudermetova B. Mattek-Sands |                                                                                      |         |         |
|       |                                                                                      |                  |                                                                                                |                                        |                                                                                          |                                                                                      |         |         |
| 2023  | —                                                                                    | —                | 1er tour (1/32) T. Andrianjafitrimo \|\| style="text-align:left;" \| M. Zanevska K. Zimmermann | —                                      | —                                                                                        | —                                                                                    | —       |         |
| 2024  | —                                                                                    | —                | 1er tour (1/32) A. Cornet \|\| style="text-align:left;" \| A. Blinkova A. Rus                  | —                                      | —                                                                                        | —                                                                                    | —       |         |

N.B. : le nom de la partenaire se trouve sous le résultat ; les noms des ultimes adversaires se trouvent à droite.

### En double mixte
| Année | Open d'Australie | Open d'Australie | Internationaux de France                                                              | Internationaux de France | Wimbledon | Wimbledon | US Open | US Open |
| ----- | ---------------- | ---------------- | ------------------------------------------------------------------------------------- | ------------------------ | --------- | --------- | ------- | ------- |
| 2024  | —                | —                | 1er tour (1/16) P.-H. Herbert \|\| style="text-align:left;" \| H. Watson J. Salisbury |                          |           |           |         |         |

N.B. : le nom du partenaire se trouve sous le résultat ; les noms des ultimes adversaires se trouvent à droite.

## Parcours en «Premier» et WTA 1000
Les tournois WTA « Premier Mandatory » et « Premier 5 » (entre 2009 et 2020) et WTA 1000 (à partir de 2021) constituent les catégories d'épreuves les plus prestigieuses, après les quatre levées du Grand Chelem. 

De 2009 à 2023, les tournois Premier Mandatory (dits tournois WTA 1000 obligatoires entre 2021 et 2023) regroupent Indian Wells, Miami, Madrid et Pékin, les autres constituant les tournois Premier 5 (tournois WTA 1000 non-obligatoires). À partir de 2024, le nombre de tournois WTA 1000 passe à 10 par saison (fin de l’alternance Doha / Dubaï), ces derniers devenant tous obligatoires et offrant tous 1000 points à la vainqueure (contre 900 points précédemment pour les tournois Premier 5).

### En simple dames
| Année |       |                |       |                            |                          |        |            |                           |             |        |        |        |
| Doha  | Dubaï | Indian Wells   | Miami | Madrid                     | Rome                     | Canada | Cincinnati | Pékin                     |             | Wuhan  |        |        |
| Doha  | Dubaï | Indian Wells   | Miami | Madrid                     | Rome                     | Canada | Cincinnati | Pékin                     | Guadalajara |        |        |        |
| Doha  | Dubaï | Indian Wells   | Miami | Madrid                     | Rome                     | Canada | Cincinnati | Pékin                     |             |        |        |        |
| 2021  |       | Hors catégorie |       | 1er tour (1/64) I.-C. Begu | 1er tour (1/64) Zheng S. |        |            | 2e tour (1/16) P. Kvitová |             | Annulé | Annulé | Annulé |

Sous le résultat, l’ultime adversaire.
1. 1 2   Les tournois de Doha et Dubaï alternent le statut de tournoi WTA 1000 (ex Premier 5) entre 2009 et 2023 : les trois premières éditions ont lieu à Dubaï, les trois suivantes à Doha, puis Dubaï accueille le tournoi de cette catégorie les années impaires et Dubaï les années paires. De 2011 à 2023, la ville qui n’accueille pas de WTA 1000 organise à la place un tournoi WTA 500 (ex Premier).
2. 1 2 3 4 5 6 7   L’ordre de déroulement des tournois a évolué depuis 2009 : Rome se dispute avant Madrid et Cincinnati avant Montréal/Toronto jusqu’en 2010, tandis que Tokyo/Wuhan/Guadalajara ont lieu avant Pékin jusqu’en 2023.
3. 1 2  Du fait de la pandémie de Covid-19, les tournois d’Indian Wells, de Miami, de Madrid, du Canada, de Wuhan et de Pékin sont annulés en 2020. Ces deux derniers le sont également en 2021. Pour des raisons d’organisation, le tournoi de Cincinnati 2020 a exceptionnellement lieu à Flushing Meadows à New York.

## Parcours aux Jeux olympiques

### En simple dames
| # | Date       | Nom de l'olympiade         | Surface    | Résultat       | Ultime adversaire   | Score    |          |
| - | ---------- | -------------------------- | ---------- | -------------- | ------------------- | -------- | -------- |
| 1 | 31/07/2021 | Olympic Tennis Event Tokyo | Dur (ext.) | 2e tour (1/16) | Sara Sorribes Tormo | 6-1, 6-4 | Parcours |

### En double dames
| # | Date       | Nom de l'olympiade         | Surface    | Résultat      | Partenaire   | Ultimes adversaires                  | Score    |          |
| - | ---------- | -------------------------- | ---------- | ------------- | ------------ | ------------------------------------ | -------- | -------- |
| 1 | 31/07/2021 | Olympic Tennis Event Tokyo | Dur (ext.) | 1/8 de finale | Alizé Cornet | Bethanie Mattek-Sands Jessica Pegula | 6-1, 6-4 | Parcours |

### En double mixte
| # | Date       | Nom de l'olympiade         | Surface    | Résultat       | Partenaire            | Ultimes adversaires      | Score     |          |
| - | ---------- | -------------------------- | ---------- | -------------- | --------------------- | ------------------------ | --------- | -------- |
| 1 | 31/07/2021 | Olympic Tennis Event Tokyo | Dur (ext.) | 1er tour (1/8) | Pierre-Hugues Herbert | Iga Świątek Łukasz Kubot | 6-3, 7-63 | Parcours |

## Parcours en Fed Cup
| #                                                              | Date       | Lieu  | Surface    | Gagnante(s)                          | Perdante(s)                    | Score            |          |
| -------------------------------------------------------------- | ---------- | ----- | ---------- | ------------------------------------ | ------------------------------ | ---------------- | -------- |
|                                                                |            |       |            |                                      |                                |                  |          |
| 2019 - 1/4 finale (groupe mondial) - Belgique - France - 1 : 3 |            |       |            |                                      |                                |                  |          |
| 1                                                              | 09/02/2019 | Liège | Dur (int.) | Ysaline Bonaventure Kirsten Flipkens | Fiona Ferro Pauline Parmentier | 6-3, 3-6, [10-6] | Parcours |

## Classements WTA en fin de saison
| Année          | 2013 | 2014 | 2015 | 2016 | 2017 | 2018 | 2019 | 2020 | 2021 | 2022 | 2023 | 2024 |
| Rang en simple | 557  | 367  | 261  | 235  | 325  | 102  | 63   | 42   | 103  | 417  | 161  | 276  |
| Rang en double | –    | –    | –    | 398  | 601  | 610  | 284  | 295  | 415  | –    | 440  | 522  |

Source : (en) Classements de Fiona Ferro sur le site officiel de la Fédération internationale de tennis